# Otomops secundus
Otomops secundus — вид кажанів родини молосових.

## Середовище проживання
Цей маловідомий вид є ендеміком Папуа Нової Гвінеї, відомий з трьох ділянок розташованих від рівня моря до 1980 м над рівнем моря.

## Стиль життя
Був бачений літаючим над кронами середньогірського лісу і більш відкритими місцями проживання, включаючи міські райони.